# Кубок Испании по футболу 1987/1988
Кубок Испании по футболу 1987/1988 — 84-й розыгрыш Кубка Испании по футболу выиграла Барселона. Этот кубок стал двадцать первым в истории команды.
Соревнование прошло в период со 2 сентября 1987 по 30 марта 1988 года.

## Результаты матчей

### 1/4 финала
| Команда 1            | Итог | Команда 2     | 1-й матч | 2-й матч |
| -------------------- | ---- | ------------- | -------- | -------- |
| Реал Мадрид Кастилья | 1:3  | Осасуна       | 0:0      | 1:3      |
| Сабадель             | 3:4  | Реал Мадрид   | 3:2      | 0:2      |
| Кастельон            | 1:3  | Барселона     | 1:1      | 0:2      |
| Атлетико Мадрид      | 3:4  | Реал Сосьедад | 2:1      | 1:3      |

### 1/2 финала
| Команда 1     | Итог | Команда 2   | 1-й матч | 2-й матч |
| ------------- | ---- | ----------- | -------- | -------- |
| Осасуна       | 0:3  | Барселона   | 0:0      | 0:3      |
| Реал Сосьедад | 5:0  | Реал Мадрид | 1:0      | 4:0      |

### Финал
| 30 марта, 1988 год | \| Барселона \| 1:0 \| Реал Сосьедад \| \| Алесанко 61′ \| Голы \| \| | Сантьяго Бернабеу, Мадрид Зрителей: 70 000 |
| Барселона          | 1:0                                                                   | Реал Сосьедад                              |
| Алесанко 61′       | Голы                                                                  |                                            |